# 28 janvier
Pour les articles homonymes, voir Vingt-Huit-Janvier.
28 décembre 28 février
Chronologies thématiques
- Croisades
- Ferroviaires
- Sports
- Disney
- Anarchisme
- Catholicisme

Abréviations / Voir aussi
- (° 1852) = né en 1852
- († 1885) = mort en 1885
- a.s. = calendrier julien
- n.s. = calendrier grégorien
- Calendrier
- Calendrier perpétuel
- Liste de calendriers
- Naissances du jour

Le 28 janvier est le 28e jour de l'année du calendrier grégorien.
Il reste 337 jours avant la fin de l'année, 338 lorsqu'elle est bissextile.
C'était généralement le 9e jour du mois de pluviôse dans le calendrier républicain / révolutionnaire français, officiellement dénommé jour du peuplier.

## Événements

### IXesiècle
- 814 : Louis le Pieux succède à son père Charlemagne en tant qu'empereur d'Occident.
- 893 : sacre du roi de Francie Charles III le Simple.

### XIesiècle
- 1077 : le roi des Romains et futur empereur Henri IV « va à Canossa » et s'y agenouille devant le pape Grégoire VII.

### XIVesiècle
- 1393 : incendie lors d'une fête costumée au sein de la cour du roi de France Charles VI à Paris (bal des ardents), causant la mort de quatre nobles et faisant définitivement sombrer le roi dans une forme de folie six mois après une première crise.

### XVIesiècle
- 1521 : ouverture de la diète de Worms convoquée par Charles Quint pour régler entre autres la question de la réforme protestante sur ses territoires européens voire au-delà.
- 1547 : Édouard VI devient roi d'Angleterre à la mort d'Henri VIII.
- 1573 : signature de la Confédération de Varsovie.

### XVIIesiècle
- 1624 : Thomas Warner fonde la colonie anglaise de Saint Kitts aux Caraïbes.
- 1671 : le corsaire Henry Morgan met à sac la ville de Panama après la bataille de Mata Asnillos[1].

### XVIIIesiècle
- 1794 : siège de Fort-Dauphin, pendant la Révolution haïtienne.
- 1795 : bataille de Guémené-sur-Scorff, pendant la Chouannerie.

### XIXesiècle
- 1846 : victoire britannique à la bataille d'Aliwal pendant la première guerre anglo-sikhe aux Indes.
- 1871 : armistice franco-allemand.

### XXesiècle
- 1918 : fondation de l'Armée rouge en Russie.
- 1920 : création de la Légion espagnole.
- 1921 : inauguration de la tombe du Soldat inconnu à Paris.
- 1930 : démission du dictateur espagnol Miguel Primo de Rivera.
- 1932 : occupation japonaise de Shanghai en Chine.
- 1933 : Éamon de Valera et son parti obtiennent une majorité absolue aux élections législatives irlandaises.
- 1941 : l'empire du Japon impose un armistice dans la guerre franco-thaïlandaise (Seconde Guerre mondiale).
- 1949 : résolution no 67 du Conseil de sécurité des Nations unies sur l'Indonésie.
- 1959 : la Haute-Volta adhère à la Fédération du Mali en Afrique de l'ouest.
- 1961 : 
  - Penn Nouth est nommé Premier ministre du Cambodge en Asie du Sud-Est.
  - Proclamation de la république au Rwanda en Afrique de l'est.
- 1983 : les dirigeants de Solidarność demandent aux travailleurs polonais de se préparer à une grève générale, « seul moyen de briser la dictature existante ».
- 1990 : dissolution du Parti ouvrier unifié polonais (POUP).
- 1993 : première Constitution du Kazakhstan indépendant de l'URSS.

### XXIesiècle
- 2003 :
  - dans son discours sur l'état de l'Union, le président américain George W. Bush accuse l'Irak de posséder des armes de destruction massive et prépare les Américains à une éventuelle action militaire contre l'Irak.
  - Large victoire du Premier ministre israélien Ariel Sharon, du Likoud, et d'autres partis faucons aux législatives du pays.
- 2004 : Israël libère 436 prisonniers en vertu d'un échange avec la guérilla libanaise du Hezbollah.
- 2018 :
  - Sauli Niinistö est réélu président de la République dès le premier tour en Finlande.
  - Premier tour de l'élection présidentielle à Chypre.
- 2024 :
  - en Finlande, Alexander Stubb et Pekka Haavisto se qualifient pour le second tour de l'élection présidentielle[2].
  - en Macédoine du Nord, Talat Xhaferi devient président du gouvernement et le premier membre de la minorité albanaise du pays à accéder à ce poste[3].
- 2025 : en Serbie, Miloš Vučević démissionne de son poste de président du gouvernement après près de trois mois de manifestations[4].

## Arts, culture et religion
- 1813 : première publication d'Orgueil et Préjugés (Pride and Prejudice) de Jane Austen.
- 1882 : le théâtre de Cherbourg ouvre ses portes[5].
- 2001 : le pape Jean-Paul II annonce cinq nouvelles désignations dans le collège des cardinaux une semaine après y avoir nommé trente-sept nouveaux prélats.
- 2002 : le même demande aux avocats catholiques de refuser de plaider les divorces.
- 2005 : il reçoit le président de l'Arménie Robert Kotcharian.

## Sciences et techniques
- 1730 : découverte du groupe Alphonse dans l'Océan indien.
- 1887 : début de la construction de la tour Eiffel prévue pour être une simple attraction éphémère « démontable » d'une exposition universelle ultérieure à Paris.
- 1951 : redécouverte de l'espèce considérée comme éteinte du pétrel des Bermudes.
- 1986 : accident de la navette spatiale Challenger.

## Économie et société
- 1910 : crue exceptionnelle de la Seine à Paris.
- 1958 : dépôt du brevet du jeu de construction de briques en plastique "Lego" par Gottfried Kirk Christiensen pour son père l'inventeur au Danemark[6].
- 1982 : adoption en France d'une loi sur la décentralisation.
- 1985 : enregistrement de la chanson caritative We Are the World par le supergroupe USA for Africa en vue de lutter contre la famine en Éthiopie.
- 1998 : inauguration du Stade de France à Saint-Denis au nord de Paris, quelques mois avant le début de la coupe du monde de football organisée dans différents stades du pays.
- 2002 : l'écrasement d'un Boeing 727-134 de la Tame Ecuador en Colombie tue ses 92 passagers et membres d'équipage.
- 2003 : le Premier ministre français Jean-Pierre Raffarin décide de relever à 10 % des voix des électeurs inscrits le seuil exigé pour le maintien d'une liste au second tour des élections régionales ; cette décision prise à la demande du président du parti majoritaire de l'Union pour un mouvement populaire (UMP) Alain Juppé provoque une fronde des plus « petits » partis.
- 2007 : première journée européenne de la protection des données, organisée en France par la Commission nationale de l'informatique et des libertés (CNIL).
- 2013 : Air France lance sa nouvelle offre HOP ! de vols régionaux.
- 2017 :
  - les juges fédérales américaines Ann Donnelly, Allison Burroughs et Leonie Brinkema suspendent l’ordre exécutif de Donald Trump sur l'interdiction de territoire américain aux ressortissants irakiens, iraniens, libyens, somaliens, soudanais, syriens et yéménites pour ceux d'entre eux détenteurs d'un statut valide ;
  - restrictions budgétaires massives en vue pour l'audiovisuel public sitôt Donald Trump installé à la Maison-Blanche aux États-Unis toujours[7].
- 2021 : Yannick Bestaven remporte le Vendée Globe 2020-2021.
- 2024 : le Niger, le Mali et le Burkina Faso quittent la CEDEAO[8].

## Naissances

### XVesiècle
- 1457 : Henri VII, roi d'Angleterre de 1485 à 1509 († 21 avril 1509).

### XVIesiècle
- 1540 : Ludolph van Ceulen, mathématicien allemand († 31 décembre 1610).

### XVIIesiècle
- 1611 : Johannes Hevelius, astronome polonais († 28 janvier 1687).

### XVIIIesiècle
- 1701 : Charles Marie de La Condamine, scientifique et explorateur français († 4 février 1774).
- 1706 : John Baskerville, typographe britannique († 8 janvier 1775).
- 1708 : Jean-François-Joseph de Rochechouart, cardinal français, évêque de Laon de 1741 à 1777 († 20 mars 1777).
- 1710 : Frédou (Jean-Martial Frédou de la Bretonnière dit), artiste, peintre, dessinateur et pastelliste français († 26 février 1795).
- 1717 : Moustafa III (مصطفى ثالث), sultan ottoman de 1757 à 1774 († 21 janvier 1774).
- 1755 : Samuel Thomas von Sömmering, physicien et biologiste allemand († 2 mars 1830).
- 1760 : Amaury Duval, diplomate, historien, archéologue et homme de lettres français († 12 novembre 1838).
- 1768 : Jean Lefebvre de Cheverus, cardinal français, archevêque de Bordeaux de 1826 à 1836 († 19 juillet 1836).
- 1790 : Victor-Joseph François, médecin et professeur de médecine belge († février 1868).
- 1791 : Louis Joseph Ferdinand Herold, compositeur français († 19 janvier 1833).

### XIXesiècle
- 1822 : Alexander Mackenzie, homme politique, ingénieur et écrivain canadien, deuxième Premier ministre du Canada († 17 avril 1892).
- 1833 : Charles George Gordon, militaire britannique († 26 janvier 1885).
- 1841 : Henry Morton Stanley, journaliste et explorateur britannique († 10 mai 1904).
- 1855 : William Evans Hoyle, malacologiste britannique († 7 février 1926).
- 1864 : Joseph Bédier, historien français († 29 août 1938).
- 1873 : Colette (Sidonie-Gabrielle Colette dite), romancière française († 3 août 1954).
- 1874 : Vsevolod Meyerhold (Karl Kasimir Theodor Meiergold), metteur en scène de théâtre russe († 2 février 1940).
- 1878 : Adolphe d'Espie, écrivain, éditeur et homme politique français († 5 septembre 1956).
- 1883 : Gustav-Adolf Mossa, peintre français († 25 mai 1971).
- 1884 : Auguste Piccard, physicien suisse († 24 mars 1962).
- 1885 : Friedrich Heinrich Lewy, médecin germano-américain († 5 octobre 1950).
- 1886 : 
  - Marthe Bibesco, écrivaine franco-roumaine († 28 novembre 1973).
  - Laure Bruni, peintre française († août 1975).
  - Robert Leroy Cochran, homme politique américain († 23 février 1963).
  - Sloan Doak, cavalier américain de concours complet († 10 août 1965).
  - Jacques Hébertot, journaliste et directeur de théâtre français († 19 juin 1970).
  - José Linhares, homme d'État brésilien († 26 janvier 1957).
  - Sam McDaniel, acteur américain († 24 septembre 1962).
  - Georges Painvin, cryptographe et industriel français († 21 janvier 1980).
  - Otto Tangen, coureur norvégien du combiné nordique († 13 octobre 1956).
  - Hidetsugu Yagi, ingénieur électricien japonais († 19 janvier 1976).
- 1887 : Arthur Rubinstein, pianiste polonais († 20 décembre 1982).
- 1892 :
  - Carlo Emilio Bonferroni, mathématicien italien († 18 août 1960).
  - Augusto Genina, cinéaste italien († 28 septembre 1957).
- 1900 :
  - Anni Holdmann, athlète allemande († 2 novembre 1960).
  - Hermann Kesten, écrivain allemand († 3 mai 1996).

### XXesiècle
- 1901 : Ambroise Croizat, homme politique français († 11 février 1951).
- 1902 :
  - Alfred Barr, historien d'art américain († 15 août 1981).
  - Aristide Caillaud, peintre français († 26 septembre 1990).
  - Jean Piel, écrivain, éditeur, philosophe et critique français († 1er janvier 1996).
  - Willy Popp, problémiste du jeu d'échecs allemand († 19 avril 1978).
  - Lucienne Velu, athlète et basketteuse française († 12 juin 1986).
- 1903 :
  - François Bénard, homme politique français († 1er mars 1978).
  - Samuel Lerner, compositeur et scénariste roumain naturalisé américain († 13 décembre 1989).
  - Antonio Negrini, coureur cycliste italien († 25 septembre 1994).
  - Olga Valery (Olga Timtchenko dite), actrice française d'origine ukrainienne († 20 avril 2002).
- 1904 : 
  - Michel Ferry, passeur et résistant pendant la Seconde Guerre mondiale († 29 novembre 1997).
  - Nick Wasnie (Nickolas Waesne dit), joueur professionnel de hockey sur glace († 26 mai 1991).
- 1905 :
  - Martin Alphonsus « Marty » Burke, joueur professionnel canadien de hockey sur glace († 7 mars 1968).
  - Paul Chastel, homme politique français († 16 octobre 1980).
  - Ellen Fairclough (Ellen Louks Cook dite), femme politique canadienne († 13 novembre 2004).
  - Fausto dos Santos, joueur brésilien de football († 28 mars 1939).
  - Margaret « Peggy » Saunders, joueuse de tennis britannique († 19 juin 1941).
  - Luther George Simjian (Լյութեր Ջորջ Սիմջյան), inventeur arménien († 23 octobre 1997).
- 1906 :
  - Robert Alton, chorégraphe, danseur et réalisateur américain († 12 juin 1957).
  - Carlos De Baeck, avocat et homme politique belge († 14 septembre 1993).
- 1907 :
  - André Charles de la Brousse, prélat catholique français († 7 mai 1985).
  - Chomo (Roger Chomeaux dit), sculpteur français († 19 juin 1999).
  - Conrad « Connie » Rasinski, réalisatrice américaine († 13 octobre 1965).
  - Constantin Regamey, musicien suisse († 27 décembre 1982).
  - Jean Terfve, homme politique belge († 17 avril 1978).
- 1908 : Paul Misraki (Paul Misrachi dit), auteur-compositeur français d’origine turque († 29 octobre 1998).
- 1909 :
  - Gabriel Arout (Gabriel Aroutcheff dit), écrivain, auteur dramatique et traducteur français d'origine russe († 12 février 1982).
  - Abderrahmane Bouthiba, homme politique français puis algérien († inconnue).
  - Colin Munro MacLeod, généticien américain d'origine canadienne († 11 février 1972).
  - Enrico Platé, pilote de course automobile italien († 2 février 1954).
  - José Torvay, acteur américain († 26 septembre 1973).
- 1910 :
  - Arnold Moss, acteur américain († 15 décembre 1989).
  - Tatjana Sais, actrice allemande († 26 février 1981).
- 1911 :
  - Judith Allen, actrice américaine († 5 octobre 1996).
  - Victor-Henry Debidour, helléniste et écrivain français († 14 juin 1988).
  - Mahmoud Messadi (محمود المسعدي), écrivain et homme politique tunisien († 16 décembre 2004).
  - Marcel Vandenbussche, homme politique belge († 15 août 2006).
- 1912 : Jackson Pollock, peintre américain († 11 août 1956).
- 1913 :
  - Robert Clark, athlète américain († 13 mai 1976).
  - Maurice Gosfield, acteur américain († 19 octobre 1964).
  - Albert Rolland, résistant français de la Seconde Guerre mondiale († 17 septembre 1943).
- 1914 : Désiré Koranyi, footballeur hongrois naturalisé français († 9 janvier 1981).
- 1915 : René de Lacharrière, juriste français († 16 juillet 1992).
- 1916 :
  - Philippe Clave, général français († 24 novembre 1996).
  - Vergílio Ferreira, écrivain portugais († 1er mars 1996).
- 1917 :
  - William Paul Gottlieb, journaliste et photographe américain († 23 avril 2006).
  - Yūko Mochizuki (望月優子), actrice japonaise († 1er décembre 1977).
  - Gino Sciardis, coureur cycliste d'origine italienne, naturalisé français († 9 janvier 1968).
- 1918 :
  - Jerry Andrus, magicien et écrivain américain († 26 août 2007).
  - Suzanne Flon, comédienne française († 15 juin 2005).
  - Louis-René des Forêts (Louis René Pineau des Forêts dit), écrivain français († 31 décembre 2000).
  - Sandro Puppo, footballeur italien († 16 octobre 1986).
- 1919 : Olivier Eggimann, joueur de football suisse († 16 avril 2002).
- 1920 :
  - Xavier de La Chevalerie, diplomate français († 21 août 2004).
  - Gilles Gaston Granger, épistémologue et philosophe rationaliste français († 24 août 2016).
  - Maurice Sergheraert, homme politique français († 19 octobre 2012).
  - Lewis Wilson, acteur américain († 9 août 2000).
- 1924 : Marcel Broodthaers, peintre belge († 28 janvier 1976).
- 1929 : Bernard Stanley « Acker » Bilk, clarinettiste et compositeur de jazz britannique († 2 novembre 2014).
- 1931 : Lucia Bosè, actrice italienne († 23 mars 2020).
- 1932 : 
  - Lucien Layani, acteur français souvent dans des rôles pied-noir († 23 mai 2017).
  - Parry O'Brien, athlète américain champion olympique du lancer du poids († 21 avril 2007).
- 1935 : Jean-Laurent Cochet, metteur en scène, comédien et professeur français d'art dramatique († 7 avril 2020).
- 1936 :
  - Alan Alda (Alphonso Joseph D'Abruzzo dit), acteur et scénariste américain.
  - Roger Gosselin, lecteur de nouvelles et animateur québécois de radio et de télévision († 11 février 2011).
  - Bill Jordan, baron Jordan, pair et homme politique britannique.
  - Ismaïl Kadaré, écrivain albanais.
  - Albert Rouet, évêque puis archevêque catholique français de Poitiers de 1994 à 2011.
- 1938 :
  - Nabih Berri (نبيه برّي), homme d'État libanais président de la Chambre des députés du Liban depuis 1992.
  - Didier Sicard, médecin et professeur de médecine français, président du Comité consultatif national d'éthique de 1999 à 2008.
  - Leonid Zhabotinsky, haltérophile ukrainien double champion olympique († 14 janvier 2016).
- 1939 : John McCreary Fabian, astronaute américain.
- 1940 : Carlos Slim Helú, homme d'affaires mexicain.
- 1941 : King Tubby (Osbourne Ruddock dit), producteur et ingénieur du son jamaïcain († 6 février 1989).
- 1943 :
  - Dany (Daniel Henrotin dit), dessinateur belge.
  - Paul Henderson, hockeyeur professionnel canadien.
- 1944 :
  - Susan Howard (Jeri Lynn Howard dite), actrice américaine.
  - John Tavener, compositeur britannique († 12 novembre 2013).
- 1945 : 
  - Marthe Keller, actrice suisse.
  - Robert Wyatt, musicien britannique de l'ensemble Soft Machine.
- 1946 : Niels Fredborg, coureur cycliste sur piste danois.
- 1949 : Gregg Popovich, entraîneur de basket-ball américain.
- 1950 : David Carl Hilmers, astronaute américain.
- 1951 :
  - Bernard Guetta, journaliste français de géopolitique et député européen depuis 2019.
  - Leonid Kadeniouk (Леонід Костянтинович Каденюк), spationaute ukrainien († 31 janvier 2018).
- 1952 :
  - Michael Jones, chanteur et guitariste gallois et français.
  - Jean-Louis Murat (Jean-Louis Bergheaud dit), auteur-compositeur-interprète français et auvergnat. († 25 mai 2023).
- 1953 :
  - Anicée Alvina, actrice française († 10 / 11 novembre 2006).
  - Richard Anconina, acteur français.
  - Colin Campbell (en), joueur puis dirigeant de hockey sur glace canadien.
  - Christian Kratz, évêque catholique français, évêque auxiliaire de Strasbourg depuis 2001.
- 1955 :
  - Amina Bazindre, diplomate nigérienne.
  - Vinod Khosla, capital-risqueur et cofondateur de Sun Microsystems.
  - Nicolas Sarkozy, homme politique et avocat français, 23e président de la République française de 2007 à 2012.
- 1956 : Richard Danielpour, compositeur et professeur de musique américain.
- 1957 : Mark Napier, hockeyeur professionnel canadien.
- 1958 : Alessandro Baricco, écrivain et musicologue italien.
- 1959 : 
  - Frank Darabont (Darabont Ferenc Árpád dit), réalisateur, scénariste et producteur américain.
  - José Gómez, boxeur cubain champion olympique.
  - Patrizio Oliva, boxeur italien champion olympique.
  - Ana María Sánchez de Ríos, diplomate et femme politique péruvienne, ministre.
- 1961 : 
  - Grant Bramwell, kayakiste néo-zélandais champion olympique.
  - Normand Rochefort, hockeyeur professionnel québécois.
  - Arnaldur Indriðason, écrivain islandais.
- 1965 : Stéphane Bergeron, homme politique québécois.
- 1968 :
  - Isabelle Beauruelle, judokate française († 6 mai 2018).
  - Sarah McLachlan, chanteuse canadienne.
  - Marnie McBean, rameuse d'aviron canadienne triple championne olympique.
- 1969 : Kathryn Morris, actrice américaine.
- 1975 : Anne Montminy, plongeuse québécoise.
- 1976 :
  - François Bellefeuille, humoriste québécois.
  - Mark Madsen, basketteur américain.
  - Rick Ross (en) (William Leonard Roberts II dit), rappeur américain.
- 1977 :
  - Joseph Anthony « Joey » Fatone Jr. (en), chanteur et danseur américain du boys band NSYNC.
  - Takuma Satō (佐藤 琢磨), pilote de F1 japonais.
- 1978 : 
  - Gianluigi Buffon, footballeur international italien champion du monde.
  - Atef Saadi, footballeur algérien.
- 1979 : Ali Boulala, skateboardeur professionnel suédois.
- 1980 : Nickolas Gene « Nick » Carter, musicien américain des Backstreet Boys.
- 1981 : Elijah Wood, acteur américain.
- 1982 : Omar Cook, basketteur américain puis monténégrin.
- 1983 : Alessandro Gazzi, footballeur italien.
- 1984 : Issam Jemâa (عصام جمعة), footballeur tunisien.
- 1985 :
  - Wafa Ammouri, haltérophile tunisienne.
  - Daniel Carcillo, hockeyeur professionnel canadien.
  - Colin Fraser, hockeyeur professionnel canadien.
  - Tom Hopper, acteur anglais.
  - Arnold Mvuemba, footballeur français.
  - Lisbeth Lenton, nageuse australienne.
- 1989 : 
  - Bertrand Chameroy, animateur, chroniqueur de télévision français (le speakerin).
  - Gamze Tazim, actrice turco-néerlandaise.
- 1990 : Luce, chanteuse et actrice française.
- 1993 :
  - Daniel Manche, acteur américain.
  - William Jack « Will » Poulter, acteur anglais.
- 1995 : Aurore Kichenin, reine de beauté française.
- 1998 : Ariel Winter, actrice américaine.

### XXIesiècle
- 2002 : Yoo Seon-ho, chanteur sud-coréen.
- 2012 : Antoinette d'Orléans, fille de Jean d'Orléans.

## Décès

### IXesiècle
- 814 : Charlemagne, empereur d'Occident de 800 à 814 (° 2 avril (?) 742, 747 ou 748).

### XIIIesiècle
- 1271 : Isabelle d'Aragon, reine de France de 1270 à 1271, épouse de Philippe III (° 1247).

### XVesiècle
- 1443 : Robert Le Maçon, chancelier de France (° vers 1365).

### XVIesiècle
- 1547 : Henri VIII d'Angleterre, roi d'Angleterre de 1509 à 1547 (° 28 juin 1491).

### XVIIesiècle
- 1613 : Thomas Bodley, diplomate anglais (° 2 mars 1545).
- 1621 : Paul V (Camille Borghèse dit), 233e pape, en fonction de 1605 à 1621 (° 17 septembre 1550).
- 1640 : Heinrich Matthias von Thurn, burgrave de Karlštejn (° 24 février 1567).
- 1672 : Pierre Séguier, chancelier de France (° 28 mai 1588).
- 1687 : Johannes Hevelius, astronome polonais (° 28 janvier 1611).

### XVIIIesiècle
- 1754 : Ludvig Holberg, historien et écrivain dano-norvégien (° 3 décembre 1684).
- 1794 : Henri de La Rochejaquelein, général contre-révolutionnaire français et vendéen (° 30 août 1772).

### XIXesiècle
- 1859 : Carl Adolph Agardh, botaniste, mathématicien, économiste et homme politique suédois (° 23 janvier 1785).
- 1864 : Benoît Paul Émile Clapeyron, physicien français (° 26 janvier 1799).
- 1885 : Georges Wenner, facteur d'orgues français (° 17 juin 1819).
- 1886 : 
  - Simon Ramagni, maire de Marseille et agent maritime français (° 7 mars 1807).
  - Piotr Petrovitch Verechtchaguine, peintre paysagiste russe (° 26 janvier 1834).
- 1888 : Dominique Racine, prélat québécois, évêque de Chicoutimi de 1878 à 1888 (° 24 janvier 1828).
- 1891 : Felipe Poey, zoologiste cubain (° 26 mai 1799).
- 1894 : Jules Cavelier, sculpteur français (° 30 août 1814).

### XXesiècle
- 1901 : Henri de Bornier, écrivain français (° 25 décembre 1825).
- 1902 : Carlo Gastini, relieur, enseignant, acteur et poète (° 23 janvier 1833).
- 1903 : Augusta Holmès, compositrice française (° 16 décembre 1847).
- 1908 : François-Marie-Benjamin Richard, cardinal français, archevêque de Paris de 1886 à 1908 (° 1er mars 1819).
- 1912 : Gustave de Molinari, économiste belge (° 3 mars 1819).
- 1918 : John McCrae, militaire canadien, auteur du poème In Flanders Fields (° 30 novembre 1872).
- 1924 : Teófilo Braga, homme de lettres et homme politique portugais (° 24 février 1843).
- 1928 : Vicente Blasco Ibáñez, poète et écrivain espagnol (° 29 janvier 1867).
- 1931 : 
  - Eleonora Maturana, religieuse carmélite argentine (° 25 juillet 1884).
  - Gunther Plüschow, explorateur et aviateur allemand (° 8 février 1886).
- 1935 : Mikhaïl Ippolitov-Ivanov (Михаил Михайлович Ипполитов-Иванов), compositeur russe (° 19 novembre 1859).
- 1938 : Émile Bidault, militant anarchiste français (° 29 mai 1869).
- 1939 : William Butler Yeats, poète irlandais, prix Nobel de littérature 1923 (° 13 juin 1865).
- 1947 : Reynaldo Hahn, chef d’orchestre, critique musical et compositeur franco-vénézuélien académicien ès beaux-arts (° 9 août 1874).
- 1949 : Jean-Pierre Wimille, pilote automobile français (° 26 février 1908).
- 1953 : James Scullin, homme politique australien, Premier ministre d'Australie de 1929 à 1932 (° 18 septembre 1876).
- 1954 : Ernest Benjamin Esclangon, ingénieur français (° 17 mars 1876).
- 1963 : John Farrow, réalisateur et scénariste américain d’origine australienne (° 10 février 1904).
- 1965 : Maxime Weygand, militaire et académicien français (° 21 janvier 1867).
- 1972 : Dino Buzzati, écrivain italien (° 16 octobre 1906).
- 1976 : Marcel Broodthaers, peintre belge (° 28 janvier 1924).
- 1983 : Frank Forde, homme politique australien, Premier ministre d'Australie en 1945 (° 18 juillet 1890).
- 1986 :
  - Gregory Bruce Jarvis, astronaute américain (° 24 août 1944).
  - Ronald Erwin McNair, astronaute américain (° 21 octobre 1950).
  - Christa McAuliffe, institutrice américaine (° 2 septembre 1948).
  - Ellison Shoji Onizuka, astronaute américain (° 24 juin 1946).
  - Judith Arlene Resnik, astronaute américaine (° 5 avril 1949).
  - Francis Richard Scobee, astronaute américain (° 19 mai 1939).
  - Michael John Smith, astronaute américain (° 30 avril 1945).
- 1988 :
  - Klaus Fuchs, physicien allemand (° 29 décembre 1911).
  - Curro Girón (Francisco Girón Díaz dit), matador vénézuélien (° 28 juillet 1938).
- 1996 :
  - Joseph Brodsky (Иосиф Александрович Бродский), poète russe, prix Nobel de littérature en 1987 (° 24 mai 1940).
  - Burne Hogarth, dessinateur américain (° 25 décembre 1911).
  - Jerome « Jerry » Siegel, dessinateur de bande dessinée américain (° 17 octobre 1914).
- 1997 :
  - Abdelhak Benhamouda, syndicaliste algérien (° 12 décembre 1946).
  - Raya Garbousova, violoncelliste et professeur de musique américaine (° 25 septembre 1909).
  - Mikel Koliqi, cardinal albanais (° 29 septembre 1902).
  - Louis Pauwels, journaliste et écrivain français académicien ès beaux-arts (° 2 août 1920).
  - Colin Welch, journaliste politique britannique (° 23 avril 1924).
- 1998 : Louise Laroche, l'une des dernières rescapées du naufrage du Titanic française (° 2 juillet 1910).
- 1999 : Roger Le Nizerhy, cycliste sur route français (° 3 décembre 1916).

### XXIesiècle
- 2002 : Astrid Lindgren, romancière suédoise (° 14 novembre 1907).
- 2004 :
  - José Miguel Agrelot, comédien américain (° 21 avril 1927).
  - Joseph « Joe » Viterelli, acteur américain (° 10 mars 1937).
- 2005 :
  - Nicolas James « Jim » Capaldi, musicien britannique du groupe Traffic (° 2 août 1944).
  - Karen Lancaume (Karen Bach dite), actrice pornographique française (° 19 janvier 1973).
  - Jacques Villeret (Jacky Boufroura dit), comédien français (° 6 février 1951).
- 2006 : Henry McGee, acteur britannique (° 14 mai 1929).
- 2007 :
  - Iván Böszörményi-Nagy, psychiatre américano-hongrois (° 19 mai 1920).
  - Carlo Clerici, cycliste sur route suisse (° 3 septembre 1929).
  - Philippe Lacoue-Labarthe, critique, philosophe et écrivain français (° 6 mars 1940).
  - Yelena Romanova, athlète de fond russe (° 20 mars 1963).
  - Karel Svoboda, compositeur de musique de film tchèque (° 19 décembre 1938).
  - Emma Tillman, doyenne de l'humanité américaine (° 22 novembre 1892).
- 2008 : Michel Carage, résistant français, compagnon de la Libération (° 1er mars 1921).
- 2009 : William Norris « Billy » Powell, musicien américain du groupe Lynyrd Skynyrd (° 3 juin 1952).
- 2013 : Ceija Stojka, écrivaine et artiste peintre autrichienne rom rescapée du génocide de la Seconde Guerre mondiale (° 23 mai 1933).
- 2014 : Fernand Leduc, peintre québécois (° 4 juillet 1916).
- 2015 : Yves Chauvin, chimiste français, prix Nobel de chimie en 2005 (° 10 octobre 1930).
- 2017 : Geoff Nicholls, musicien britannique du groupe Black Sabbath (° 28 février 1948).
- 2019 : Pepe Smith (en) (Joseph William Feliciano Smith dit), musicien américano-philippin  (° 25 décembre 1947).
- 2020 : Hergo (Henri Godineau dit), photographe français (° 20 juillet 1951).
- 2021 : Cicely Tyson, actrice américaine (° 19 décembre 1924).
- 2022 : Paolo Gioli, peintre, photographe et réalisateur italien (° 12 octobre 1942).
- 2023 :
  - François Bergot, conservateur de musée français (° 17 octobre 1931).
  - Jacques Bloch, résistant et déporté français (° 7 juillet 1924).
  - Odd Børre, chanteur norvégien (° 9 août 1939).
  - Krister Kristensson, footballeur international suédois (° 25 juillet 1942).
  - Eva Kushner, professeure canadienne de littérature française et de littérature comparée (° 18 juin 1929).
  - Viola Léger, actrice et sénatrice canadienne (° 29 juin 1930).
  - Lisa Loring, actrice et scénariste américaine (° 16 février 1958).
  - Adama Niane, acteur français (° 23 août 1966).
  - Barrett Strong, chanteur et auteur américain (° 5 février 1941).
- 2024 : 
  - Jean-François Debaty, illustrateur, auteur de bande dessinée et de littérature jeunesse belge (° 26 mai 1964).
  - Achim Müller, chimiste allemand (° 14 février 1938).
  - Judith D. Sally, mathématicienne américaine (° 23 mars 1937).
  - Luis Tejada, footballeur international panaméen (° 28 mars 1982).
- 2025 : 
  - Mohammed ben Fahd Al Saoud, prince saoudien (° 4 janvier 1950).
  - Miranda Cicognani, gymnaste artistique italienne (° 12 septembre 1936).
  - Marina Colasanti, romancière, poétesse, journaliste, auteure jeunesse et traductrice italo-brésilienne (° 26 septembre 1937).
  - Arnaldo Gruarin, joueur de rugby à XV français (° 5 février 1938).
  - Joan Hanham, femme politique britannique (° 23 septembre 1939).
  - Horst Janson, acteur allemand (° 4 octobre 1935).
  - Catherine Laborde, présentatrice météo, journaliste et écrivaine française (° 8 mai 1951).
  - William Leuchtenburg, historien américain (° 28 septembre 1922).
  - Takuro Morinaga, économiste japonais (° 12 juillet 1957).
  - Arto Salomaa, mathématicien et informaticien théoricien finlandais (° 6 juin 1934).

## Célébrations

### Internationales et nationales

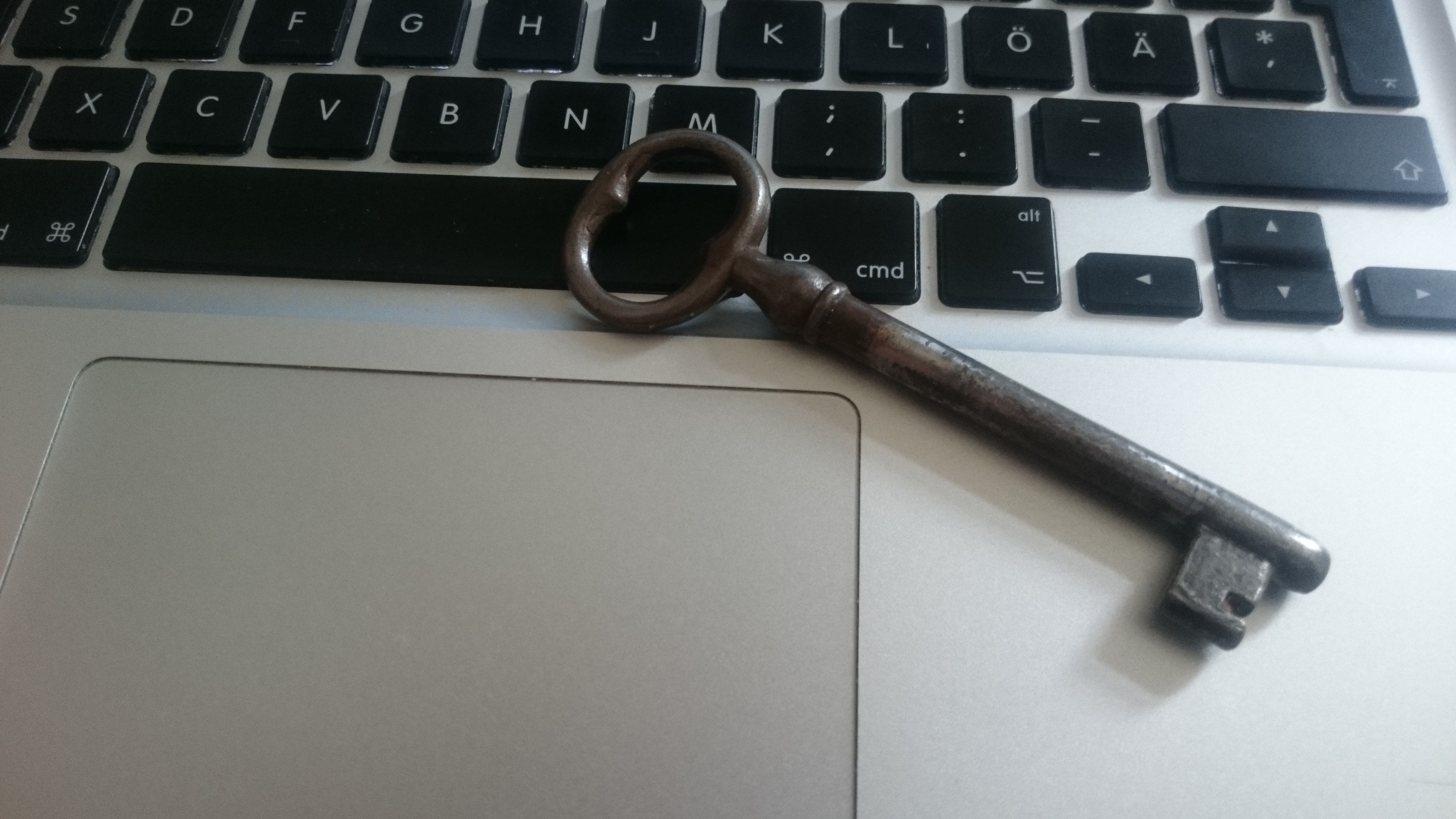
Évocation de cette journée clef européenne de protection des données (clé de clavier etc.).

- Conseil de l'Europe : journée européenne de la protection des données, initiative du Comité des ministres du Conseil de l'Europe[9] (illustrée ci-contre).
- Extrême-Orient : date possible pour le début du Nouvel an asiatique entre  20 janvier et 20 février au gré de la Lune.
- Arménie : Բանակի օր ou « jour des forces armées » commémorant la formation de l'armée nationale en 1992[10].

### Religieuses
- Christianisme orthodoxe : fête de tous les ermites avec lectures de Prov. (11, 7-13) + Lam. (3, 22-32) ; d'Eph. 6, 10(-17) ; de Mt. 5, 25-48 ; et pour mots communs à Eph. et Mt. : "le mauvais" ; à Lam. et Mt. : "la joue" ; à Prov. et Mt. : "justes", "méchants" (lectionnaire de Jérusalem).

### Saints des Églises chrétiennes

#### Saints des Églises catholiques et orthodoxes
Saints des Églises catholiques et orthodoxes :
- Emilien de Trevi (it) († 304), évêque de Trevi.
- Ephrem le Syrien († 373), Diacre et docteur de l'Église - date orthodoxe - Fêté le 9 juin en Occident.
- Glastien de Kinglassie († 830), évêque.
- Isaac de Ninive († VIIe siècle), évêque de Ninive et écrivain mystique.
- Jacques l'Ermite († VIe siècle), ermite au pied du mont Carmel.
- Jean de Réomé († 539), Ermite et fondateur de l'abbaye Saint-Jean-de-Réome.
- Louans († VIIe siècle), ermite près de Chinon.
- Pallade l'Anachorète († IVe siècle), ermite près d'Antioche.
- Thyrse, Leuce et Callinique et ses compagnons († 250), martyrs à Apollonie - date orthodoxe - Fêté le 14 décembre en Occident.

#### Saints et bienheureux des Églises catholiques
Saints et bienheureux des Églises catholiques :
- Agathe Lin-tchao, Jérôme Lou-Tin-Mey et Laurent Ouang-Ping († 1858), martyrs en Chine.
- Barthélemy Aiutamicristo de Pise († 1224), bienheureux frère convers camaldule italien.
- Gentille Giusti († 1530), bienheureuse laïque italienne.
- Joseph Freinademetz († 1908), prêtre allemand de la société du Verbe-Divin missionnaire en Chine.
- Julien de Cuenca (es) († 1207), 2e évêque de Cuenca (Espagne).
- Julien Maunoir († 1683), bienheureux jésuite missionnaire en Bretagne.
- Marie-Louise Montesinos Orduña (pl) († 1937), martyre lors de la guerre civile espagnole, issue de l'action catholique.
- Moïse Tovini († 1930), bienheureux prêtre italien supérieur du séminaire de Brescia.
- Olympia Bidà ou Olympe Bida († 1952), bienheureuse religieuse Ukrainienne sœur de Saint-Joseph, martyre du régime communiste.
- Richard de Vaucelles († 1160), bienheureux moine anglais - 2e abbé cistercien à l'abbaye de Vaucelles.
- Thomas d'Aquin († 1274), religieux dominicain italien, Docteur de l'Église.

#### Saint orthodoxe,aux dates parfois"juliennes"ou orientales
- Ephrem de Kiev († 1096), moine.
- Ephrem de Novotorjk († 1053), moine.
- Théodose de Totma († 1568)[12], moine.

### Prénoms du jour[Où?]
Bonne fête aux Thomas et ses variantes ou dérivés : Tom, Tomas, Tomaso, Tomasz, Tommy, etc.
Et aussi aux :
- Alwena, Juluan, Maunoir et leurs variantes plus ou moins autant bretonnes : Alwenna, Juluenn et Maner.
- Aux Charlemagne (ancienne "saint-Charlemagne" toujours en vigueur à Aix-la-Chapelle ; canonisation de l'empereur de l'an 800 un 29 décembre mais fête fixée au jour anniversaire de sa mort comme ci-avant).
- Aux Éphrem (en Orient) et ses variantes ou dérivés : Efraim, Efrain, Efrayim, Efrem, Efrim, Efryn, Ephraem, Ephraim, Ephraïm, Ephream, Ephrem, Ephrim, Ephrym, etc.
- Aux Gentile et ses variantes ou dérivés : Gentilina, Gentilo, Gentilis, etc.
- Aux Jean (énième fête, à l'aune de ce prénom aux saints patrons les plus nombreux).
- Aux Joseph (fête locale, fête majeure les 19 mars) et ses variantes ou dérivés : Jo, Job (?), Jos, José, Josemaria, Josépha, Josèphe, Joséphine, Josette, Josiane, Osip, Youssef, etc.

## Traditions et superstitions

### Dictons
- « À la saint Thomas (d'Aquin), le froid n'est jamais loin. »[14]
- « Pour Charlemagne, les écoliers doivent fermer livres et cahiers. »[15]
- « Pour la saint Thomas, plante tes pommes de terre si tu en as ! »[14] (dicton de Guyenne)
- « Saint-Charlemagne, février en armes. »[16]
- « Si on ne l'a pas fait pour sainte Geneviève, c'est à la saint Charlemagne qu'on met la vigne à sève. »[17]

### Astrologie
- Signe du zodiaque : 8e jour du signe astrologique du Verseau.

## Toponymie
- Plusieurs voies, places, sites ou édifices de pays ou provinces francophones contiennent la date du jour dans leur nom : voir Vingt-Huit-Janvier .